# Paul Reed
Paul Reed (Orlando, 14 giugno 1999) è un cestista statunitense, ala grande dei Detroit Pistons.

## Carriera

### High school
Reed è cresciuto a Orlando, in Florida, e ha frequentato la Wekiva High School. Da senior, ha avuto una media di 18,2 punti e 11,4 rimbalzi ed è stato nominato giocatore dell'anno della Florida centrale mentre guidava i Mustang alla partita del campionato di stato. Valutato come recluta a tre stelle e candidato numero 235 nella sua classe, Reed ha deciso di giocare a basket universitario per i DePaul Demons, rigettando le offerte di Clemson, Kansas State, Rutgers e Murray State.

### College
Da matricola, Reed ha tenuto una media di 3,6 punti e 3,1 rimbalzi in 28 partite giocate dalla panchina. Ha avuto più minutaggio verso la fine della stagione e ha segnato una media di 5,6 punti e 4,6 rimbalzi nelle ultime 14 partite della stagione. Al secondo anno, Reed ha ottenuto una media di 12,3 punti e una Big East Conference con 8,5 rimbalzi a partita ed è stato nominato miglior giocatore della Big East Conference. Nel 2019 al College Basketball Invitational Reed ha segnato una media di 18,3 punti, 10,3 rimbalzi, 2,7 stoppate e 2,2 palle rubate mentre aiutava a guidare i Blue Demons alla finale.
Reed è entrato nella sua stagione junior come tra i selezionati dell'All-Big East Team del pre-campionato. Reed ha registrato dieci doppie-doppie. Ha segnato 23 punti al tiro con nove rimbalzi nella rimonta 79-66 di DePaul su Butler il 18 gennaio. Al termine della stagione regolare è stato inserito nell'All-Big East Second Team dopo aver tenuto una media di 15,1 punti ed essere arrivato secondo nella conference in rimbalzi (10,7), stoppate (2,6) e palle rubate (1,9). Ha registrato 18 doppie-doppie durante la stagione. Dopo la stagione ha annunciato la sua eleggibilità al Draft NBA 2020.

### NBA

#### Philadelphia 76ers (2020-)
Viene scelto al Draft NBA 2020 con la 58ª scelta dai Philadelphia 76ers con cui firma un two-way contract per giocare anche nei Delaware Blue Coats, squadra della NBA G-League affiliata ai 76ers.

## Statistiche

### NCAA
| Anno      | Squadra          | PG | PT | MP   | TC%  | 3P%  | TL%  | RP   | AP  | PRP | SP  | PP   |
| --------- | ---------------- | -- | -- | ---- | ---- | ---- | ---- | ---- | --- | --- | --- | ---- |
| 2017-2018 | DePaul B. Demons | 28 | 0  | 9,9  | 51,8 | 21,4 | 57,9 | 3,1  | 0,4 | 0,5 | 0,5 | 3,6  |
| 2018-2019 | DePaul B. Demons | 36 | 28 | 26,9 | 56,2 | 40,5 | 77,0 | 8,5  | 0,9 | 1,1 | 1,5 | 12,3 |
| 2019-2020 | DePaul B. Demons | 29 | 29 | 31,7 | 51,6 | 30,8 | 73,8 | 10,7 | 1,6 | 1,9 | 2,6 | 15,1 |
| Carriera  | Carriera         | 93 | 57 | 23,3 | 53,5 | 33,0 | 73,9 | 7,5  | 1,0 | 1,2 | 1,5 | 10,6 |

#### Massimi in carriera
- Massimo di punti: 28 vs South Florida (3 aprile 2019)[1]
- Massimo di rimbalzi: 18 vs Buffalo (8 dicembre 2019)
- Massimo di assist: 4 (2 volte)
- Massimo di palle rubate: 7 vs Xavier (4 febbraio 2020)
- Massimo di stoppate: 8 vs Minnesota (29 novembre 2019)
- Massimo di minuti giocati: 43 vs South Florida (3 aprile 2019)

### NBA

#### Regular Season
| Anno      | Squadra            | PG  | PT | MP   | TC%  | 3P%  | TL%  | RP  | AP  | PRP | SP  | PP  |
| --------- | ------------------ | --- | -- | ---- | ---- | ---- | ---- | --- | --- | --- | --- | --- |
| 2020-2021 | Philadelphia 76ers | 26  | 0  | 6,8  | 53,8 | 0,0  | 50,0 | 2,3 | 0,5 | 0,4 | 0,5 | 3,4 |
| 2021-2022 | Philadelphia 76ers | 38  | 2  | 8,0  | 56,3 | 25,0 | 42,9 | 2,4 | 0,4 | 0,9 | 0,4 | 3,1 |
| 2022-2023 | Philadelphia 76ers | 69  | 2  | 10,9 | 59,3 | 16,7 | 74,5 | 3,8 | 0,4 | 0,7 | 0,7 | 4,2 |
| 2023-2024 | Philadelphia 76ers | 82  | 24 | 19,4 | 54,0 | 36,8 | 71,8 | 6,0 | 1,3 | 0,8 | 1,0 | 7,3 |
| 2024-2025 | Detroit Pistons    | 45  | 0  | 9,7  | 50,7 | 28,6 | 76,2 | 2,7 | 1,0 | 0,9 | 0,6 | 4,1 |
| Carriera  | Carriera           | 260 | 28 | 12,5 | 54,8 | 30,5 | 70,5 | 3,9 | 0,8 | 0,8 | 0,7 | 4,9 |

#### Play-off
| Anno     | Squadra            | PG | PT | MP   | TC%  | 3P%  | TL%  | RP  | AP  | PRP | SP  | PP  |
| -------- | ------------------ | -- | -- | ---- | ---- | ---- | ---- | --- | --- | --- | --- | --- |
| 2021     | Philadelphia 76ers | 3  | 0  | 3,5  | 50,0 | -    | -    | 2,7 | 0,0 | 0,0 | 0,3 | 1,3 |
| 2022     | Philadelphia 76ers | 12 | 0  | 11,6 | 52,8 | 66,7 | 57,1 | 3,8 | 0,8 | 0,8 | 0,5 | 3,7 |
| 2023     | Philadelphia 76ers | 11 | 2  | 14,3 | 57,9 | -    | 100  | 5,5 | 0,6 | 0,5 | 0,4 | 4,6 |
| 2024     | Philadelphia 76ers | 6  | 0  | 7,2  | 44,4 | -    | 50,0 | 2,7 | 0,3 | 0,2 | 0,5 | 1,5 |
| 2025     | Detroit Pistons    | 5  | 0  | 10,6 | 62,5 | -    | 66,7 | 3,0 | 0,2 | 1,0 | 0,6 | 2,8 |
| Carriera | Carriera           | 37 | 2  | 10,9 | 54,7 | 66,7 | 72,7 | 3,9 | 0,5 | 0,6 | 0,5 | 3,3 |

#### Massimi in carriera
- Massimo di punti: 25 vs Detroit Pistons (10 aprile 2022)[2]
- Massimo di rimbalzi: 15 vs Brooklyn Nets (22 aprile 2023)
- Massimo di assist: 5 vs New Orleans Pelicans (2 volte)
- Massimo di palle rubate: 6 vs New York Knicks (4 novembre 2022)
- Massimo di stoppate: 5 vs Brooklyn Nets (9 aprile 2023)
- Massimo di minuti giocati: 37 vs Boston Celtics (1º maggio 2023)

### NBA G-League
| Anno      | Squadra         | PG | PT | MP   | TC%  | 3P%  | TL%  | RP   | AP  | PRP | SP  | PP   |
| --------- | --------------- | -- | -- | ---- | ---- | ---- | ---- | ---- | --- | --- | --- | ---- |
| 2020-2021 | Del. Blue Coats | 15 | 15 | 31,5 | 58,8 | 44,4 | 78,9 | 11,9 | 2,3 | 2,0 | 1,8 | 22,3 |
| 2021-2022 | Del. Blue Coats | 17 | 16 | 31,0 | 54,6 | 35,9 | 66,7 | 12,9 | 3,8 | 1,8 | 1,7 | 21,4 |
| Carriera  | Carriera        | 32 | 31 | 31,3 | 56,6 | 39,8 | 70,5 | 12,4 | 3,1 | 1,8 | 1,8 | 21,8 |

## Palmarès
- NBA G League MVP (2021)
- NBA G League Rookie of the Year Award (2021)